# Pseudogynoxys
Pseudogynoxys là một chi thực vật có hoa trong họ Cúc (Asteraceae).

## Loài
Chi Pseudogynoxys gồm các loài: